# Cédric Yambéré
Cédric Yambéré est un footballeur international centrafricain, né le 6 novembre 1990 à Bordeaux. Il joue au poste de défenseur central ou de milieu défensif, et évolue actuellement aux Girondins de Bordeaux.

## Biographie

### Révélation à l'US Lormont
Cédric Yambéré commence sa carrière en étant formé à Yvrac. Il joue ensuite à Cenon, puis au Stade bordelais lors de la saison 2008-2009 en CFA. La saison suivante, il rejoint l'US Lormont en CFA 2 où il se fait remarquer par ses performances aux côtés d'Abasse Sané en charnière centrale. Suivi depuis de longs mois par le staff bordelais et invité le mercredi à partager les séances d’entraînement de Patrick Battiston et Pierre Espanol, il rejoint définitivement la réserve des Girondins de Bordeaux le 25 janvier 2013. Son entraîneur à Lormont, Fabien Pujo, le voit alors "passer professionnel d'ici un an, un an et demi et intégrer l'effectif de Ligue 1 des Girondins" et suivre la voie des frères Salif et Lamine Sané.

### Professionnel au FCGB
Il joue son premier match avec l'équipe professionnelle face au Paris Saint-Germain le 25 octobre 2014. Après sept matchs disputés avec l'équipe première, il signe son premier contrat professionnel, courant jusqu'en 2019, le 23 décembre 2014. Il marque son premier but avec les professionnels contre l'Olympique de Marseille le 12 avril 2015 et offre la victoire 1 à 0 à son club. Il conclut sa première saison dans l'élite française avec 15 matchs disputés, dont 14 titularisations.
À la suite des absences prolongées de Nicolas Pallois et Lamine Sané, il s'impose réellement dans le onze bordelais au cours de la saison 2015-2016. Après 30 journées de championnat, il est ainsi le deuxième joueur au plus grand temps de jeu, derrière Clément Chantôme.

#### Prêt en Russie, à l'Anzhi
Le 13 juillet 2016, il est prêté une saison avec option d'achat à l'Anzhi Makhatchkala pour sa première expérience à l'étranger. Il fait ses débuts en championnat le 14 août pour le compte de la 3e journée, face à Arsenal Toula. Ses débuts, avec le serbe Darko Lazić en charnière centrale, coïncident avec la première victoire de l'Anzhi (1-0). Cinq jours plus tard, il est reconduit pour un nouveau succès (1-2) face au Rubin Kazan d'Alexandre Song. En déplacement au Gazovik Orenbourg le 10 septembre (6e journée, 0-0), il est aligné en sentinelle, l'ancien de l'ETG, Jonathan Mensah prenant sa place en défense.

#### Prêt à Chypre, à l'APOEL Nicosie
Alors qu'il s'était imposé dans le système défensif de l'Anzhi, il prend la direction de Chypre et de l'APOEL Nicosie le 24 janvier 2017, toujours en prêt avec option d'achat.

### Retour en France, avec le Dijon FCO
Le Dijon FCO officialise la venue de Yambéré le 29 juin 2017, y paraphant un contrat de deux ans. Le club bourguignon compte sur sa dimension athlétique pour renforcer son secteur défensif.

### L'US Orléans
L' US Orléans officialise la venue de Yambéré le 1er octobre 2021, il s'engage dans le club du Loiret.

### Retour à Bordeaux
En septembre 2024, Cédric Yambéré effectue son retour aux Girondins de Bordeaux, pensionnaire de National 2. 

## Statistiques

### En club
| Saison                | Club                  | Championnat             | Championnat | Championnat | Championnat | Coupe(s) nationale(s) | Coupe(s) nationale(s) | Coupe(s) nationale(s) | Compétition(s) continentale(s) | Compétition(s) continentale(s) | Compétition(s) continentale(s) | Compétition(s) continentale(s) | Total | Total | Total |
| Saison                | Club                  | Division                | M.          | B.          | P.d.        | M.                    | B.                    | P.d.                  | Comp.                          | M.                             | B.                             | P.d.                           | M.    | B.    | P.d.  |
| 2014-2015             | Girondins de Bordeaux | Ligue 1                 | 15          | 1           | 0           | 4                     | 0                     | 0                     | -                              | -                              | -                              | -                              | 19    | 1     | 0     |
| 2015-2016             | Girondins de Bordeaux | Ligue 1                 | 27          | 3           | 0           | 4                     | 0                     | 1                     | C3                             | 7                              | 0                              | 0                              | 38    | 3     | 1     |
| Sous-total            | Sous-total            | Sous-total              | 42          | 4           | 0           | 8                     | 0                     | 1                     | -                              | 7                              | 0                              | 0                              | 57    | 4     | 1     |
| 2016                  | Anzhi Makhachkala     | Premier Liga            | 12          | 0           | 0           | 1                     | 0                     | 0                     | -                              | -                              | -                              | -                              | 13    | 0     | 0     |
| 2017                  | APOEL Nicosie         | Laiki Bank Championship | 7           | 1           | 0           | 3                     | 0                     | 0                     | C3                             | 2                              | 0                              | 0                              | 12    | 1     | 0     |
| 2017-2018             | Dijon FCO             | Ligue 1                 | 32          | 3           | 0           | 1                     | 0                     | 0                     | -                              | -                              | -                              | --                             | 33    | 3     | 0     |
| 2018-2019             | Dijon FCO             | Ligue 1                 | 33+2        | 0           | 0           | 3                     | 0                     | 0                     | -                              | -                              | -                              | -                              | 38    | 0     | 0     |
| Sous-total            | Sous-total            | Sous-total              | 67          | 3           | 0           | 4                     | 0                     | 0                     | -                              | -                              | -                              | -                              | 71    | 3     | 0     |
| 2019-2020             | Ettifaq FC            | Saoudi Pro League       | 26          | 3           | 0           | 4                     | 0                     | 0                     | -                              | -                              | -                              | -                              | 30    | 3     | 0     |
| 2020-2021             | RWD Molenbeek         | 1B Pro League           | 5           | 0           | 0           | -                     | -                     | -                     | -                              | -                              | -                              | -                              | 5     | 0     | 0     |
| 2021-2022             | US Orléans            | National                | 13          | 0           | 0           | 2                     | 0                     | 0                     | -                              | -                              | -                              | -                              | 15    | 0     | 0     |
| 2022-2023             | PAE Chania            | Super League 2          | 21          | 1           | 0           | -                     | -                     | -                     | -                              | -                              | -                              | -                              | 21    | 1     | 0     |
| 2023-2024             | Doxa Katokopias       | Protathlima Cyta        | 3           | 0           | 0           | -                     | -                     | -                     | -                              | -                              | -                              | -                              | 3     | 0     | 0     |
| 2024                  | KÍ Klaksvík           | Betri-deildin           | 14          | 4           | 0           | 1                     | 0                     | 0                     | C1+C3+C4                       | 4+2+2                          | 0                              | 0                              | 23    | 4     | 0     |
| 2024-2025             | Girondins de Bordeaux | National 2              | 23          | 2           | 0           | 4                     | 0                     | 0                     | -                              | -                              | -                              | -                              | 27    | 2     | 0     |
| Total sur la carrière | Total sur la carrière | Total sur la carrière   | 233         | 18          | 0           | 27                    | 0                     | 1                     | -                              | 17                             | 0                              | 0                              | 277   | 18    | 1     |

### En sélection nationale
| Saison                | Sélection             | Phases finales        | Phases finales | Phases finales | Phases finales | Éliminatoires | Éliminatoires | Éliminatoires | Matchs amicaux | Matchs amicaux | Matchs amicaux | Total | Total | Total |
| Saison                | Sélection             | Compétition           | M              | B              | Pd             | M             | B             | Pd            | M              | B              | Pd             | M     | B     | Pd    |
| --------------------- | --------------------- | --------------------- | -------------- | -------------- | -------------- | ------------- | ------------- | ------------- | -------------- | -------------- | -------------- | ----- | ----- | ----- |
| 2016-2017             | Rép. centrafricaine   | -                     | -              | -              | -              | -             | -             | -             | 1              | 0              | 0              | 1     | 0     | 0     |
| 2018-2019             | Rép. centrafricaine   | -                     | -              | -              | -              | 4             | 0             | 0             | -              | -              | -              | 4     | 0     | 0     |
| 2019-2020             | Rép. centrafricaine   | -                     | -              | -              | -              | 2             | 0             | 0             | 1              | 0              | 0              | 3     | 0     | 0     |
| 2020-2021             | Rép. centrafricaine   | -                     | -              | -              | -              | 3             | 0             | 0             | 2              | 0              | 0              | 5     | 0     | 0     |
| 2024-2025             | Rép. centrafricaine   | -                     | -              | -              | -              | 6             | 0             | 0             | -              | -              | -              | 6     | 0     | 0     |
| Total sur la carrière | Total sur la carrière | Total sur la carrière | -              | -              | -              | 15            | 0             | 0             | 4              | 0              | 0              | 19    | 0     | 0     |

## Palmarès
- APOEL Nicosie
  - Champion de Chypre en 2017
  - Finaliste de la Coupe de Chypre en 2017 (en)